# موتور شماره ۳ کشت علوفه
موتور شماره ۳ کشت علوفه یک منطقهٔ مسکونی در ایران است که در دهستان دهسرد واقع شده‌است.